# Fakulteta za organizacijske študije v Novem mestu
Fakulteta za organizacijske študije v Novem mestu je samostojna fakulteta v Novem mestu., ki izvaja študijske programe Menedžment kakovosti na prvi (VS), drugi (MAG) in tretji (DR) stopnji. Fakulteta za organizacijske študije v Novem mestu je prva fakulteta v Sloveniji, ki je pridobila standard ISO 9001. K temu pa je kasneje dodala še standard ISO 27001. Leta 2015 je fakulteta prejela priznanje informacijskega pooblaščenca RS za svoja prizadevanja na področju varovanja osebnih podatkov.

## Razvoj in dejavnost fakultete
Fakulteta za organizacijske študije v Novem mestu (FOŠ) je zasebni visokošolski zavod, katerega ustanovitelja sta Inštitut za odličnost menedžmenta (IOM) in Mestna občina Novo mesto (MONM).
Fakulteta je bila ustanovljena leta 2008, v študijskem letu 2010/2011 pa so začeli izvajati študijski program druge stopnje (MAG) Menedžment kakovosti in študijski program tretje stopnje (DR) Menedžment kakovosti. Visokošolski strokovni študijski program prve stopnje (VS) Menedžment kakovosti pa so skladno s strateškim načrtom FOŠ začeli izvajati v študijskem letu 2011/2012.
Sedež fakultete je na naslovu Ulica talcev 3, Novo mesto. 
Fakulteta izvaja 3 študijske programe, imenovane Menedžment kakovosti. Študij se izvaja kot kombinirana oblika študija, kar pomeni preplet kontaktnih srečanj (fizično na lokaciji fakultete) in študija na daljavo (e-učilnice), kar študentom omogoča prilagoditev in lažjo uskladitev študija s svojimi službenimi, družinskimi in drugimi obveznostmi. Pri tem študentom nudijo informacijsko podporo ter možnost pridobitve licenc O365. Na fakulteti je v 15. letih obstoja diplomiralo preko 260 diplomantov prve, druge in tretje stopnje.

## Študijski programi Menedžment kakovosti
Na fakulteti se izvajajo en dodiplomski in dva podiplomska študijska programa. 
Študij na visokošolskem strokovnem (VS) študijskem programu prve stopnje Menedžment kakovosti traja tri leta (šest semestrov), po zaključku katerega diplomat pridobi strokovni naslov diplomirani/a organizator/ka (VS). 
Podiplomski študijski program druge stopnje (magisterij) Menedžment kakovosti traja dve leti in je razdeljen v štiri semestre, po zaključku katerega diplomat pridobi strokovni naslov magister/ica menedžmenta kakovosti. 
Podiplomski študijski program tretje stopnje (doktorat) Menedžment kakovosti traja tri leta in je razdeljen v šest semestrov, po zaključku katerega doktorand pridobi znanstveni naslov doktor znanosti.

## Raziskovanje, mednarodna dejavnost, znanstvene konference in založništvo
V svoji zavezanosti k spodbujanju odličnosti v raziskovalni dejavnosti na FOŠ deluje Inštitut za organizacijske študije (IOŠ), v sklopu katerega sta oblikovana centra:  
1. Center odličnosti,
2. Center ITRC LEAD,

FOŠ tako nudi znanje na področju visokošolskega poučevanja, raziskovanja, svetovanja in izobraževanja, ki pokriva naslednja področja: 
- Ocena poslovne odličnosti - model EFQM & TQM;

- Zagotavljanje kakovosti;
- Kakovost v izobraževanju;
- Pedagoško andragoške sposobnosti;
- Odprto učenje in učenje na daljavo, e-učenje, orodja AI;
- HRM procesi, dobro počutje, komunikacija, čustvena inteligenca, coaching;
- Družbene raziskave, organizacijske antropološke raziskave, raziskave, meritve, analize;
- Veščine vodenja, modeli, poslovne prakse, organizacijsko vedenje;
- Karierna orientacija;
- Evropske raziskovalne teme;
- Ponudba izobraževanj o temah, kot so medkulturna komunikacija, poslovni coaching, orodja AI v izobraževanju, vodenje, poslovna odličnost, certifikati ISO, upravljanje sprememb, reševanje konfliktov...

Prav tako je mednarodno sodelovanje ključnega pomena za FOŠ, in sicer za razvoj znanja, izmenjavo idej, spodbujanje kulturne raznolikosti, internacionalizacijo organizacij, znanstveno raziskovanje in inovacije. Ena od ključnih prednosti mednarodnega sodelovanja na fakulteti je možnost mobilnosti študentov in osebja preko programa Erasmus+ kot tudi izvajanje različnih mednarodnih raziskovalnih in izobraževalnih projektov.
FOS izdaja dve recenzirani reviji, ki sta indeksirani v mednarodnih bazah: RUO - Revija za univerzalno odličnost in IP - Revija Izzivi prihodnosti.
Fakulteta od leta 2015 vsako leto organizira znanstveno konferenco Nove paradigme organizacijskih teorij  v sodelovanju tudi z drugimi visokošolskimi zavodi. Na konferenci ponujajo prostor za predstavitev že prepoznanih in nastajajočih prispevkov k znanosti mladih doktorjev znanosti, doktorandov ter visokošolskih učiteljev in raziskovalcev. Vse konference, ki jih FOŠ organizira ali nastopa kot soorganizator, so za študente FOŠ brezplačne.